# Jo no sóc d'aquí
Jo no sóc d'aquí (títol original en basc: Ni ez naiz hemengoa) és un diari íntim de l'escriptor basc Joseba Sarrionandia, redactat l'any 1984 mentre complia condemna a la presó d'Herrera de la Mancha per militància a ETA. El 1985 fou publicat per Pamiela Argilaetxea i, anys després, l'any 2014, Maria Colera Intxausti i Ainara Munt Ojanguren, de la mà de Pol·len Edicions, traduïren l'obra al català. El llibre recull històries i reflexions d'una varietat de temes escrites des de la seva cel·la d'aïllament. L'obra en català consta de 107 capítols més la motxilla ecològica i la nota editorial de Pol·len.